# Брусит
Бруси́т — мінерал класу оксидів та гідрооксидів. Група бруситу.

## Етимологія та історія
Брусит був вперше виявлений у 1824 році в Касл-Пойнт поблизу Хобокена в американському штаті Нью-Джерсі та описаний французьким геологом Франсуа Сюльпісом Боданом (1787—1850), який назвав мінерал на честь американського мінералога Арчибальда Брюса (1777—1818).

## Загальний опис

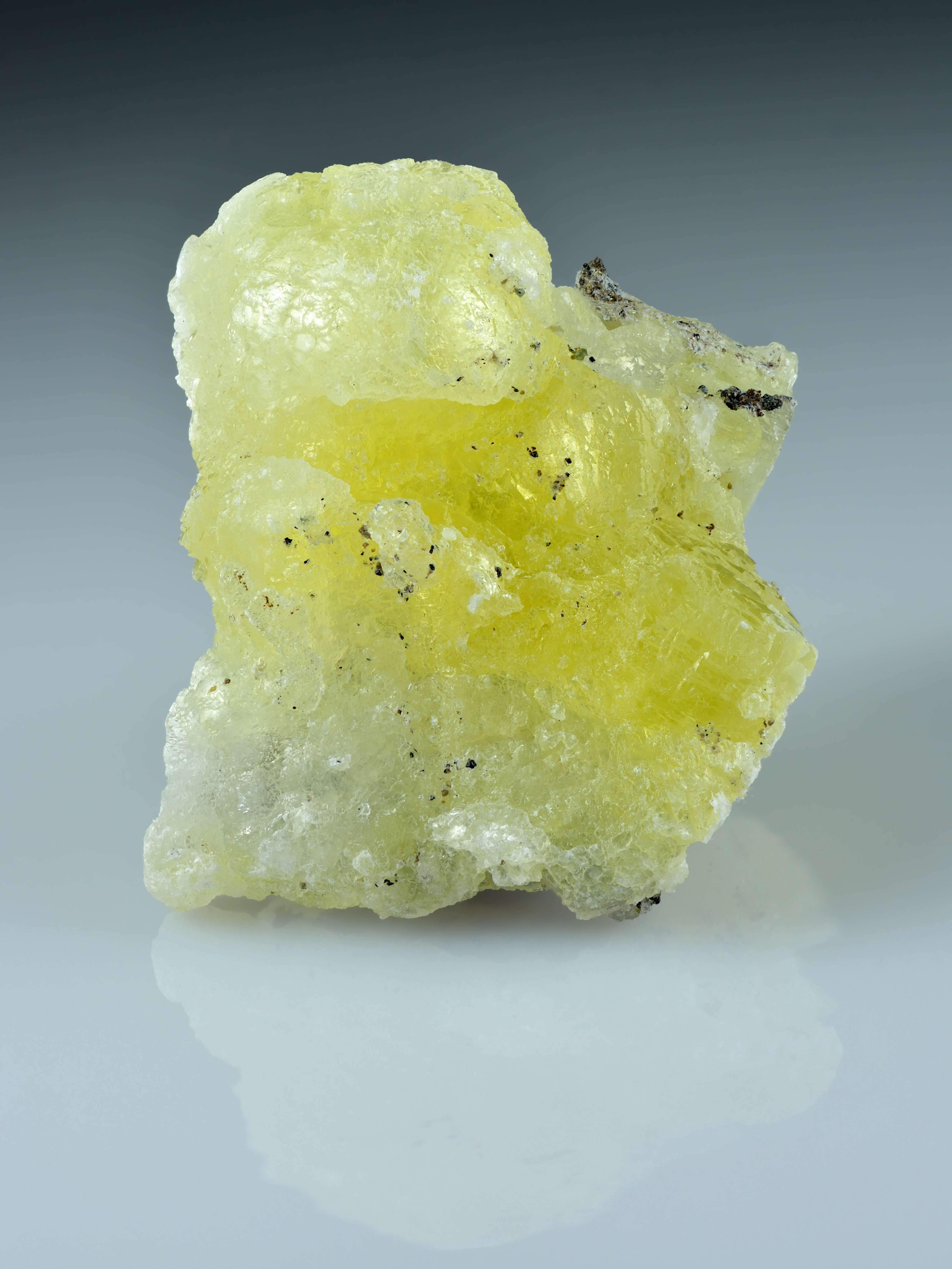
Жовтий брусит з Белуджистану

Хімічна формула: Mg(ОН)2. Містить 69 % MgO, 31 % Н2О.
Сингонія тригональна.
Структура шарувата.
Зустрічається у вигляді суцільної листуватої маси або тонковолокнистих агрегатів.
Колір білий, зеленкуватий; блиск на площині спайності перламутровий, на зламі — скляний.
Спайність довершена по (001).
Твердість 2,5.
Густина 2,4.
Брусит утворюється при низькотемпературній гідротермальній зміні магнезіальних ультраосновних порід, метаморфізмі гірської породи і в корах вивітрювання.
Асоціація: — серпентин, магнезит, гідромагнезит, хлорит, кальцит, арагоніт, доломіт, артиніт, тальк, хризотил.

## Родовища
Поширення: у багатьох місцях, але рідко в кристалічних масах.
Родовища відомі в Росії (Урал, Далекий Схід), США (штати Нью-Джерсі,Техас, Пенсільванія, Нью-Йорк, Невада, Каліфорнія). Канаді (провінція Квебек), Італії (район гори Везувій, Сардинія). Інші місця знахідок: Антарктида, Ефіопія, Австралія, Бразилія, Чилі, Китай, Домініканська Республіка, Фінляндія, Франція, Гана, Греція, Індонезія, Ірландія, Ізраїль, Японія, Йорданія, Лівія, Марокко, Мексика, Намібія, Непал, Нова Зеландія, Північна Корея, Норвегія, Оман, Пакистан, Польща, Румунія, Швеція, Зімбабве, Словаччина, Іспанія, ПАР, Тайвань, Чехія, Тувалу, Туреччина, Україна, Угорщина, Велика Британія, Німеччина, Австрія.. Перспективна сировина для отримання магнію і його сполук.
Розрізняють:
- брусит волокнистий (волокниста відміна бруситу, тонковолокнистий брусит — немаліт);
- брусит залізистий (відміна бруситу, яка містить понад 10 % FeO);
- брусит марганцевистий (відміна бруситу, яка містить до 18 % MnO).